# Ian Hill

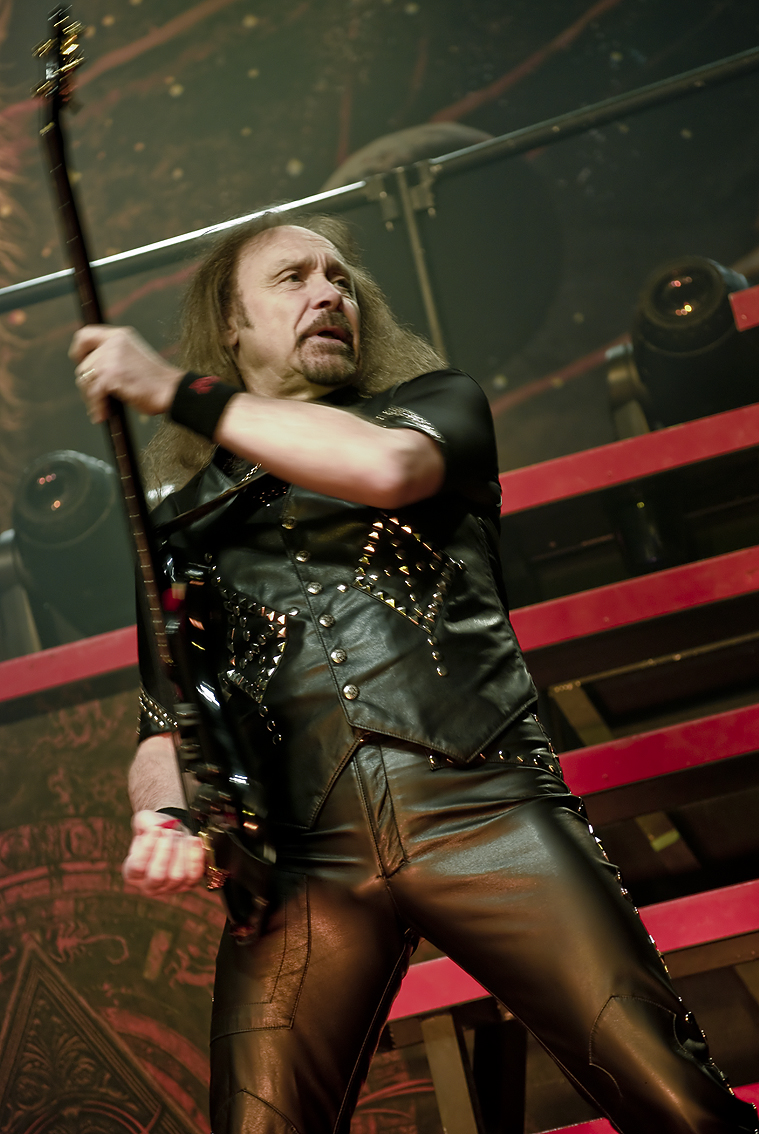
Ian Hill (2009)

Ian Hill (* 20. Januar 1951 in West Bromwich, England) ist Bassist der Heavy-Metal-Band Judas Priest. 

## Leben
Mit Gitarrist K. K. Downing, mit dem er bereits zuvor in einer Band namens Freight musikalisch zusammengearbeitet hatte, bildete Hill nach dem Ausstieg des ersten Bassisten Bruno Stapenhill mit Judas Priest eine Band, die bis heute weltweit Erfolg hat. Glenn Tipton und Rob Halford stießen erst 1972 und 1974 zur Band. Sue Halford, mit der Hill seinerzeit liiert war, schlug nach dem Ausstieg von Sänger Alan Atkins ihren Bruder Rob als dessen Nachfolger vor. Seit dem Ausstieg von K.K. Downing 2011 ist Hill das einzig verbliebene Mitglied, das von der Frühphase mit Al Atkins bis heute durchgehend dabei gewesen ist. Ian Hill stand bei Judas Priest niemals im Vordergrund und beteiligte sich selten an den Kompositionen.

„Er ist ein sehr talentierter und bemerkenswerter Bassist. Ich sage das gern, weil er oft übersehen wird. Er spielt geschmackvoll und voller Ideen, und verbindet stets gekonnt das Spiel des Drummers mit dem der Gitarristen. […] Ian spielt einfache, wirkungsvolle Linien – genau das ist es, was die Musik von Judas Priest braucht.“

Ian Hill ist seit 2006 in dritter Ehe verheiratet. Aus den beiden geschiedenen Ehen hat er jeweils ein Kind, einen 1980 geborenen Sohn und eine Tochter.

## Ausrüstung
Hill spielte anfangs Fender Jazz-Bässe. In den 1980er Jahren wechselte er – wie die Gitarristen – zur Marke Hamer. Heute spielt er Spector-Bässe. Spector stellt ein Ian-Hill-Signatur-Modell her. Als Verstärker kommen SWR-Produkte zum Einsatz.